# Coupe d'Europe de hockey sur glace 1973-1974
Navigation
Coupe d'Europe 1972-1973 Coupe d'Europe 1974-1975
La Coupe d'Europe de hockey sur glace 1973-1974 fut la 9e édition de la Coupe d'Europe de hockey sur glace, première compétition européenne de club organisé par l'IIHF. La compétition se déroula du 13 octobre 1973 au 2 septembre 1975.

## Premier tour
| Équipe 1         | Score      | Équipe 2                     |
| ---------------- | ---------- | ---------------------------- |
| HC Bolzano       | 4:6, 3:7   | Ferencvárosi TC              |
| EV Füssen        | 10:5, 9:5  | HC Chamonix                  |
| EC KAC           | 12:1, 4:4  | HK CSKA Sofia                |
| Tilburg Trappers | 10:5, 11:6 | Cercle des Patineurs Liègois |
| HK Jesenice      | 4:8, 2:6   | Tesla Pardubice              |
| Vålerenga        | 6:2, 5:1   | Herning IK                   |
| Jokerit          | 2:1, 3:1   | SG Dynamo Weißwasser         |
| Leksands IF      | forfait    | HC La Chaux-de-Fonds         |

## Deuxième tour
| Équipe 1    | Score     | Équipe 2         |
| ----------- | --------- | ---------------- |
| EV Füssen   | 7:8, 3:5  | Ferencvárosi TC  |
| EC KAC      | 5:5, 3:8  | Tilburg Trappers |
| Vålerenga   | 1:2, 1:11 | Tesla Pardubice  |
| Leksands IF | 7:6, 4:3  | Jokerit          |

## Troisième tour
| Équipe 1         | Score                 | Équipe 2        |
| ---------------- | --------------------- | --------------- |
| Tilburg Trappers | 11:2, 5:6             | Ferencvárosi TC |
| Tesla Pardubice  | 4:2, 1:3 (3:1 t.a.b.) | Leksands IF     |

## Demi-finale
| Équipe 1         | Score    | Équipe 2        |
| ---------------- | -------- | --------------- |
| Tilburg Trappers | 1:7, 3:8 | Tesla Pardubice |

 CSKA Moscou : qualifié d'office

## Finale
| Équipe 1        | Score    | Équipe 2    |
| --------------- | -------- | ----------- |
| Tesla Pardubice | 3:2, 1:6 | CSKA Moscou |

## Bilan
Le CSKA Moscou remporte la 9e Coupe d'Europe.